# Cue
Cue – miasto w Australii, w stanie Australia Zachodnia.